# Aischa bibi
Aischa bibi (kasachisch Айша бибі, russisch Айша-Биби; bis 1991 Golowatschowka) ist ein Ort im Südwesten des Gebietes Schambyl in Kasachstan.

## Geografie
Aischa bibi liegt im Süden Kasachstans im Gebiet Schambyl und gehört zum Audan Schambyl. Der Ort ist befindet sich etwa 17 Kilometer westlich von Taras, der Hauptstadt des Gebietes Schambyl. Die Grenze zu Kirgisistan ist nur acht Kilometer entfernt. Am östlichen Ortsrand durchfließt die Assa die Region. Ebenfalls nur wenige Kilometer südlich des Ortes erheben sich bereits die Ausläufer des Kirgisischen Gebirges.
Das Klima in Aischa bibi ist ein sommerheißes trockenes Kontinentalklima. Die Jahresdurchschnittstemperatur liegt bei etwa 11 °C, im Durchschnitt fallen im Jahr etwa mehr als 400 Millimeter Niederschlag. Die Sommer sind warm und angenehm mit wenig Niederschlag. Der Juli ist der wärmste Monat des Jahres, die durchschnittlichen Temperaturen liegen dann bei 26 °C. Der Januar ist mit einer durchschnittlichen Temperatur von −3 °C der kälteste Monat. Ein Großteil der Niederschlagsmenge fällt im Winter und Frühling.

## Geschichte
Der Ort wurde 1892 als Siedlung Golowatschowskoje (Головачёвское) im Siedlungsgebiet Talas gegründet. Im Jahr 1912 hatte das Dorf 302 Einwohner. Später hieß der Ort Golowatschowka (Головачёвка). Seit 1991 trägt der Ort seinen heutigen Namen Aischa bibi. Benannt ist er nach Aisha bibi, einem Mädchen aus einer kasachischen Legende.

## Bevölkerung
Bei der Volkszählung 1999 wurde für Aischa bibi eine Einwohnerzahl von 2796 Menschen angegeben. Bei der Volkszählung im Jahr 2009 hatte der Ort 4615 Einwohner. Bei der letzten Volkszählung 2021 lebten 4984 Menschen in Aischa bibi.
| Einwohnerentwicklung               | Einwohnerentwicklung | Einwohnerentwicklung | Einwohnerentwicklung |
| 1989                               | 1999                 | 2009                 | 2021                 |
| ---------------------------------- | -------------------- | -------------------- | -------------------- |
| 2313                               | 2796                 | 4615                 | 4984                 |
| Anmerkung: Volkszählungsergebnisse |                      |                      |                      |

## Sehenswürdigkeiten

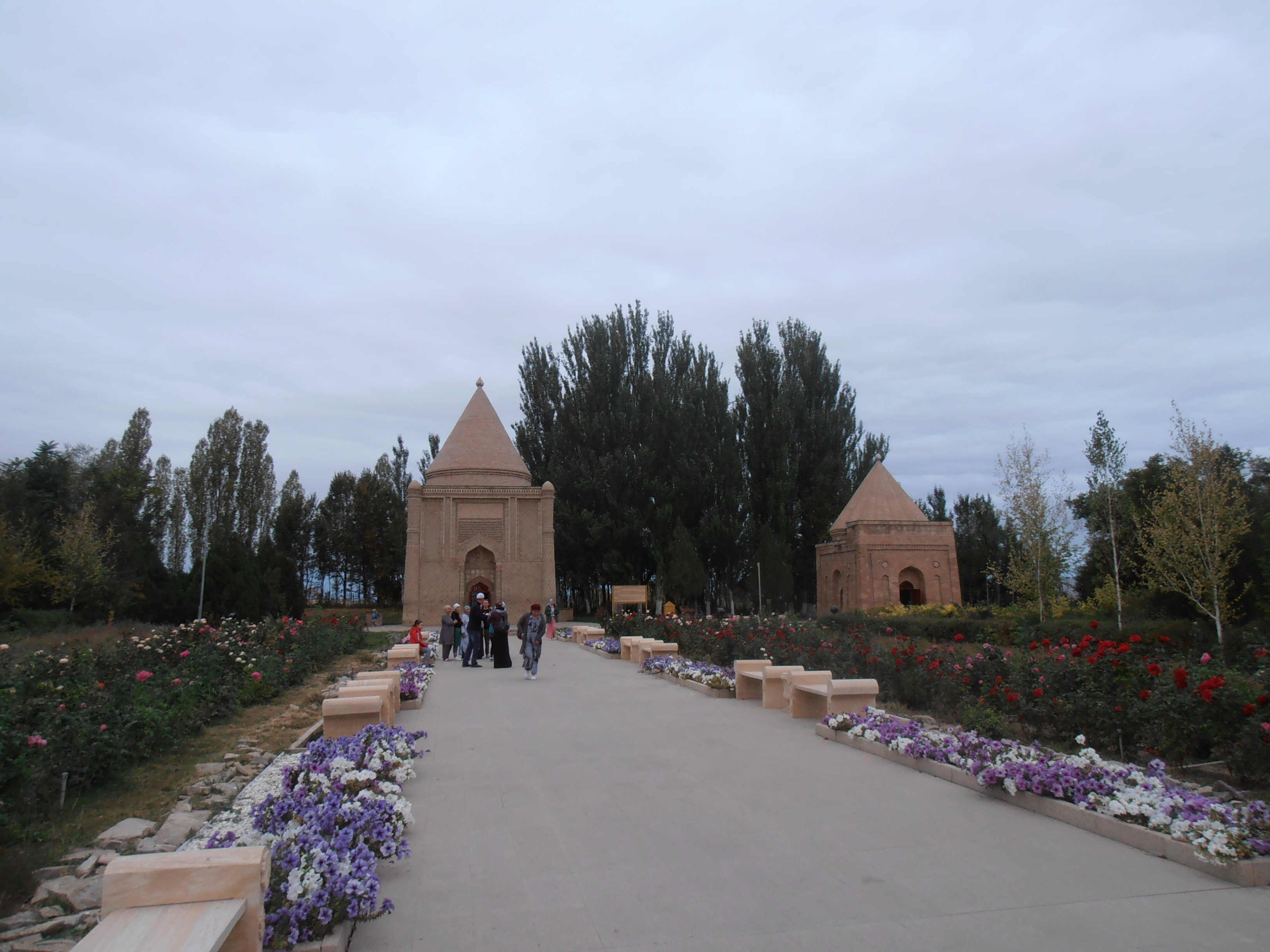
Mausoleum von Aischa bibi (links) und das Mausoleum von Babaschy qatyn (rechts)

Im Zentrum von Aischa bibi befinden sich zwei kleinere Mausoleen. Das Mausoleum von Aischa bibi stammt aus dem 11. bis 12. Jahrhundert, über den Bau des Mausoleums gibt es eine Legende. Derer zufolge soll Aischa bibi die Tochter eines berühmten Wissenschaftlers gewesen sein. Eines Tages hielt der Herrscher von Taras um die Hand der jungen Frau an, was ihr Vormund aber ablehnte. Auf dem Weg nach Taras zu ihrem Geliebten wurde sie von einer Schlange gebissen und verstarb. Der Herrscher von Taras ließ an dem Ort ihres Todes ein Mausoleum errichten. Aischa bibis Begleiter wurde zum Hüter des Mausoleums und nach seinem Tod in einem eigenen Mausoleum einige Meter entfernt beigesetzt.